# Warwick (Bermudes)
Pour les articles homonymes, voir Warwick.
La paroisse de Warwick est l'une des neuf paroisses des Bermudes.